# Allogaster
Allogaster is een kevergeslacht uit de familie van de boktorren (Cerambycidae). De wetenschappelijke naam van het geslacht werd voor het eerst geldig gepubliceerd in 1864 door Thomson.

## Soorten
Allogaster omvat de volgende soorten:
- Allogaster bicolor Duffy, 1952
- Allogaster drumonti Adlbauer, 2010
- Allogaster geniculatus Thomson, 1864
- Allogaster niger Jordan, 1894
- Allogaster nigripennis Aurivillius, 1915
- Allogaster unicolor Gahan, 1890